# Belaturricula dissimilis
Belaturricula dissimilis é uma espécie de gastrópode do gênero Belaturricula, pertencente a família Borsoniidae.